# Trophoniella intoshi
Trophoniella intoshi är en ringmaskart som beskrevs av Maurice Caullery 1944. Trophoniella intoshi ingår i släktet Trophoniella och familjen Flabelligeridae. Inga underarter finns listade i Catalogue of Life.